# Исаев, Борис Федорович
Борис Фёдорович Исаев (5 [18] августа 1909, Симферополь — 13 марта 2006, Симферополь) – советский архитектор, по проектам которого в основном в Крыму возведено более 60 крупных жилых, общественных, промышленных зданий. Доработал проект кинотеатра «Симферополь», одной из визитных карточек города.

## Биография
Родился в Симферополе 5 (18) августа 1909 года. Оставшись без отца в раннем возрасте был вынужден самостоятельно зарабатывать на жизнь. Уже в 14-летнем возрасте он вместе с братьями Игорем и Борисом Курчатовыми, будущими известными физиками, работал на железнодорожной станции, разгружая вагоны. 
Рано начал рисовать. В 1924 году познакомился со знаменитым художником-баталистом Н. С. Самокишем, который, разглядев в будущем архитекторе талант, снабдил его следующим удостоверением: «Настоящим удостоверяю, что, осмотрев работы Бориса Исаева, я признал его способным и подающим надежды… вследствие чего и принял его в число моих учеников. Всякая помощь для поощрения таланта мальчика была бы желательна и необходима».
В 1932 году поступил на архитектурный факультет Ленинградского строительного института, сперва на вечернее отделение, в 1934 году перевёлся на дневное, которое с отличием окончил в 1937 году, защитив дипломный проект киногородка в Байдарской долине — не состоявшийся аналог советского Голливуда.
После Великой Отечественной войны с 1944 по 1981 год работал в КрымНИИпроекте главным архитектором проектов, заведующим архитектурного сектора. Большая часть его проектов посвящена созданию облика Симферополя. В 1956 году по его проекту был доработан и закончен кинотеатр «Симферополь», который простоял в недостроенном виде с 1941 года и сильно пострадал в ходе бомбардировок. К проекту архитектора В. П. Калмыкова Исаев добавил два арочных портала с ажурными колоннадами, которые стали крыльями основного корпуса и сформировали ансамбль площади, а также летнюю эстраду, которая примыкала к восточному фасаду здания.
В 1960—1980 годы работал над проектами общественных зданий — больниц, вузов, здравниц.
Начало 1990-х годов стал самым тяжелым периодом в жизни архитектора — на небольшую пенсию в условиях кризиса ему приходилось содержать семью. В 1999 году Б. Ф. Исаев был удостоен звания заслуженного архитектора Автономной Республики Крым за проект кинотеатра «Симферополь». Само здание признано памятником культурного наследия (номер в государственном реестре 911710988920005). Он также получил пожизненную стипендию президента Украины.
В январе 2005 года он прокомментировал возрождение кафедрального собора Александра Невского (архитектор И. И. Шарлемань), который хорошо помнил в молодости, до его уничтожения в сентябре 1930 года:

Храм поражал своим великолепием. Сюда съезжались люди со всей России. Помню звучащий здесь голос Шаляпина и других артистов, исполнявших церковные песнопения. В храме была замечательная акустика. Дивный звон большого колокола разносился окрест и был слышен во многих селах Симферопольского района. Душа ликует в ожидании того момента, когда вновь услышу колокольный звон главной святыни Крыма. Надеюсь, Господь даст мне, девяностошестилетнему, дожить до этого радостного момента.
Скончался в возрасте 96 лет 13 марта 2006 года и похоронен в Симферополе.

## Архитектурное творчество
Основные известные проекты Б. Ф. Исаева в Симферополе:
- 6-я Городская больница (1967)
- 7-я Городская больница (1976)
- больничный городок по ул. Гагарина
- детская областная больница с поликлиникой (1981)
- кинотеатр «Симферополь», Дом кино (1954—1956)
- Крымский педагогический институт, ныне Таврическая академия КФУ имени В. И. Вернадского (1969)
- Студенческий городок по ул. Ялтинской
- Корпуса Крымского медицинского института (1955—1960)
- Корпуса Крымского агротехнологического университета в пгт Аграрное (1959—1965)
- центр техобслуживания «ВАЗ»
- Центральный рынок (1957)
- Жилой квартал на ул. Алуштинской (1954)
- Школа № 3 на ул. Лермонтова, 14а (1980)

проекты в других городах
- городская больница (Керчь)
- Дом милиции (Севастополь)
- здание Комитета государственной безопасности (Севастополь)
- санаторий «Чайка» (Евпатории)
- хирургический корпус (Керчь)
- Кинотеатр (1963, Феодосия)
- Пансионаты Харьковского политехнического института и военного училища бронетанковых войск (1970, Алушта)

## Награды
- Заслуженный архитектор Автономной Республики Крым (1999)
- Премия Автономной Республики Крым за 1999 год в области архитектуры (2000) — за большой вклад в создание архитектурного облика г. Симферополя и других городов Крыма[7]

## Память
- Мемориальная доска на фасаде кинотеатра «Симферополь», открытая в 2009 году к 100-летию архитектора[4]